# 極道の妻たちII (1987年の映画)
『極道の妻たちII』（ごくどうのおんなたちつー）は、1987年公開の日本映画。監督は、圡橋亨。主演は、十朱幸代。通称『極妻（ごくつま）』シリーズの第2作目。『極妻』シリーズの主演は、岩下志麻に続いて十朱で2代目。本作では、バブル景気の大阪府を舞台に組の乗っ取りを企てる敵対する組との攻防、1人の元ヤクザの男を巡る2人の女の恋愛模様が描かれている。また、作中では様々な賭博が扱われている。
キャッチコピーは、「あんたを、負け犬にはさせない。」。
本作では、第11回日本アカデミー賞(1988年)においてかたせ梨乃が最優秀助演女優賞、十朱が優秀主演女優賞、村上弘明が優秀助演男優賞、編集の市田勇が優秀編集賞をそれぞれ受賞している。第42回毎日映画コンクールにおいて十朱が、女優主演賞を受賞。

## あらすじ
バブル景気により大阪府のヤクザ組織・重宗組のシマの地価が高騰する中、ある日開発会社によるシマ荒らしが起きる。重宗組組長（藤岡琢也）の妻・遊紀（十朱幸代）は組員から「開発会社はダミー会社」との報告を受けた直後、夫・孝明と幹部の一人がそれぞれ別の場所で襲撃に遭う。孝明は一命を取り留めるが幹部は命を落としてしまい、遊紀は入院した夫から「開発会社の黒幕は、萬代組に違いない」と告げられる。後日孝明の事件が愛人女性との痴情のもつれが原因と判明し、その後裁判を傍聴した遊紀は愛人を擁護する夫に愛想を尽かす。
萬代組若頭・磐城（神山繁）と会った遊紀はシマ荒らしと幹部の襲撃は傘下の組にやらせていたことを知らされる。遊紀がけじめを迫った直後、磐城から萬代組に孝明の2億円もの借金の存在を知らされ、返せない場合は重宗組の資産を売るよう告げられる。遊紀は金策のため徳島県に住む知人の金貸しに会って当座の金として数百万円を貸してもらう。金貸しから萬代組の元ヤクザ・木本燎二（村上弘明）を紹介された遊紀は、好意を寄せて彼に抱かれて心が癒やされる。
木本は数年前にとある事件を起こして組を絶縁され、服役中に恋人・榎麻美（かたせ梨乃）から一方的に別れを告げられ、出所後は賭博師となっていた。徳島を後にした木本は麻美のアパートを訪ねて彼女と娘の3人で暮らすことを願うが、平穏な生活を望む麻美から拒否されてしまう。その後も木本は復縁を持ちかけ、麻美はそれを拒む日々が続くと、ある日2人のやり取りを目撃した遊紀は彼女のアパートに訪れる。木本を重宗組で預かることを伝えた遊紀は、麻美から他の男との結婚予定を告げられて了承を得る。
木本が重宗組で面倒を見るようになった後、遊紀のもとに来春行われる磐城の萬代組五代目襲名披露の招待状が届く。襲名披露で“大会”が催されることを知った遊紀は、賭博師の木本に協力を得て磐城に一泡吹かせることを思いつく。しかしそれには多額の軍資金が必要で、遊紀は数百万円を元手に木本と各地の賭場を巡り、数ヶ月かけて持ち金を増やす。その頃麻美は結婚予定の男に裏切られてしまい、木本との復縁を考えるも彼に振り回された過去を思い出して躊躇する日々を送る。
襲名披露当日、磐城に挨拶に行った遊紀は“大会”に木本が参加していることを告げて、驚く彼の後から広間へ向かう。手本引の大勝負に臨む木本を見つけた磐城だが、大勢の客人を前に見守るしかできず、勝負に勝った木本は数億円の金をものにする。数日後、木本への愛を確信した麻美は娘と3人でやり直すことを決め、彼に思いの丈を伝えて2人で熱い抱擁を交わす。孝明の借金返済のため萬代組組事務所に訪れた遊紀は、2億円の札束を突き返した後、磐城に啖呵を切って去っていくのであった。

## キャスト
重宗遊紀（しげむねゆき）
演 - 十朱幸代
重宗組組長の妻。夫の孝明が撃たれて入院する間、小規模だが100年続く重宗組を仕切る。孝明よりもしっかり者な性格で根性も座っており、作中では「重宗組は姐さん(遊紀)で持ってる」と評されている。孝明との間に子供はおらず夫婦2人暮らし。評判の良い元芸姑で過去に徳島市や大阪市の店で過ごした時期があるが、酒は弱い方。手本引の胴元をするなど賭け事にそれなりに精通している。その後知り合った木本に惹かれて好意を寄せ始める。
木本燎二（きもとりょうじ）
演 - 村上弘明
萬代(ばんだい)組の元ヤクザで、1ヶ月前に刑期を終えたばかり。過去に磐城に仕えていたが、敵対組織のヤクザ相手に勝手に襲撃事件を起こして捕まったため萬代組から絶縁された。ポーカー、花札、麻雀などジャンルを問わず様々な賭け事に強い。家族思いだが無鉄砲な性格なため、思いつきで行動することも多く麻美からは自己中心的な人物に思われている。出所後麻美と真由と一緒に暮らすことを願い、ダンプカーの運転手として働こうとする。
榎麻美（えのきあさみ）
演 - かたせ梨乃
木本の元恋人。シングルマザーで幼い娘・真由と2人で和歌山市のマンションで暮らしている。ヌードグラビアモデルの仕事を始めたばかり。ヤクザだった木本と付き合いカタギになることを条件に結婚の約束をしていたが、彼が約束を破って刑務所に入ったため別れた。趣味は娘とするジョギング。自身の父がヤクザだったことで学校でイジメに遭った過去があり、ヤクザをあまり良く思っていない。母親として真由との幸せな生活を送るため1人で奮闘する。

### 遊紀と関わる主な人たち
重宗孝明
演 - 藤岡琢也
重宗組の四代目組長。遊紀の夫。本人曰く「組長になりたくてなったわけじゃない」とのことで、組長にしてはいささか頼りない人物。博打は下手の横好きなこともあり借金を抱え、現在は家・土地が抵当に入っている状態。どちらかと言うと人当たりが良く、刑事の中本からは、「ヤクザの親分だが敵を作るようなやつじゃない」と評されている。威勢はいいが達者なのは口だけで、女にだらしない性格。ちなみに遊紀によると、重宗組は組員が約50人という小規模で、武器も短銃が少しあるだけとのこと。
磐城忠勝
演 - 神山繁
萬代組の若頭。以前から重宗組のシマを狙っている。組員は1万5,000人の大所帯でマシンガンや手榴弾などの武器も所有している。近代極道は、一般企業が株の売買で会社の買収をすることがあるように極道も他の組を金で買収する時代になってきたと考えている。孝明に2億円の金を貸しており、彼の入院後やって来た遊紀に返せないなら重宗組の資産を3億円で売るよう迫る。その後、韓国の済州島で自身の萬代組五代目襲名披露では、“大会”と共に花会も行う。
河東喜六
演 - 綿引勝彦
磐城の弟分。萬代組の傘下の河東組組長。実態のない開発会社を立ち上げ、重宗組のシマを強引なやり方で奪い取ろうとする。孝明が持つ多額の借金を自身が肩代わりしている。その後堅気として働こうとする木本や、重宗組に対して組員を使って色々と嫌がらせをする。
八橋松代
演 - 草笛光子
本業は金貸しだが、表向きはクラブのママとして生活している。徳島市在住。元テキ屋の女親分で過去に徳島で芸姑だった遊紀と知り合った旧知の中。遊紀について「私の娘分のようなもの」と評し、かわいがっている。自分が気に入った相手に対しては面倒見がよく義理人情のある性格。趣味は、店の2階で仲間内でやる賭けポーカー。金を借りに来た遊紀を励ます。その後マスター兼恋人だった勉に絞殺されたことが新聞で分かり、このことが遊紀に覚悟を決めさせるきっかけともなる。

### 重宗組幹部など
亀田修三
演 - 佐川満男
重宗組の若頭らしき幹部組員。得体の知れない開発会社が勝手に住民と土地売買の交渉をしたことを知り、他の組員たちと相手の会社を調べ始める。
牧村勇人
演 - 安岡力也
重宗組幹部組員。武闘派で腕っぷしには自信がある。遊紀からの指示でシマの見回りを強化するが、その直後開発会社を名乗る男に至近距離から銃で撃たれ亡くなる。
徳永功
演 - 趙方豪
重宗組中堅組員。土地開発会社のビルに出入りする人間を撮影する望遠レンズのカメラを組員に指示する。ジロと共に開発会社ビルの見張りを任される。普段はジロに威張っているが女好きでスケベな性格。
田所雄志
演 - 白川浩二郎
重宗組組員。重宗組のシマにある建物を建設業者が無断で壊していることを聞きつけ、他の組員たちと止めに入り、開発会社が無断で建てた立て看板を壊す。

### 重宗組の若い構成員
小松満男
演 - 柳沢慎吾
若い構成員の中ではリーダー的存在。若手の中では遊紀・孝明から一番信頼されており色々と2人から私用の付き添いや送り迎えを頼まれている。ただし少々おっちょこちょいで詰めが甘い性格なため、時々ミスをしたり失言することがある。遊紀と孝明がお互い気ままな行動を取ることがあり夫妻に振り回される。
深森信男（ノブ）
演 - 木村一八
冒頭の慰安旅行ではサダ、ジロと3人で先回りして海水浴場の一部を勝手に借り切りにして準備する。牧村と2人でシマを見回っていた所、彼が開発会社の男に突然銃で撃たれるのを目撃する。
東山貞次（サダ）
演 - 竹内力
まだまだ頼りない所があり、ある日二人連れの女性に声をかけたら実は相手が捜査第4課の婦警だったというミスをやらかす。その後組に訪れた木本の身の回りの世話を任される。
由木謙次郎（ジロ）
演 - 光石研
自分たちが場所取りをした潮干狩り場に姐さんや子供たちが楽しめるよう、事前に獲っておいた貝を仕込む。ヤクザにしては、結構人懐っこく子供好きな性格。牧村が殺された後、ノブ、サダと3人で河東に報復に向かう。

### 麻美の関係者
榎真由
演 - 戸恒恵理子
麻美と木本の一人娘。幼稚園児。木本からは“お嬢”と呼ばれ始める。木本が刑務所に入る直前にできた子で、彼の出所後に生まれてはじめて親子対面する。幼いながらなぜかアニメよりも殺人事件に興味を持っており、テレビで作中の松村や重宗組組長の襲撃事件のニュースを見たがる。
藤森蓮子（れんこ）
演 - 円浄順子
重宗組のシマにあるクラブのママ。店には牧村や若い構成員たちが常連客として訪れる。麻美と同じマンションの住人で彼女と親しく真由を自宅で預かることもある。牧村と会話し孝明のせいで気が休まない遊紀のことを心配する。
影山忠男
演 - 月亭八方
雑誌のカメラマン。ヌードグラビア撮影時に麻美の気分を盛り上げるための声をかける。陽気だが調子のいい性格。「真由にはカタギの父親が必要」との考えを持つ麻美から結婚の申し出を受ける。
影山の妻
演 - 亜湖
影山の事務所で事務作業や電話応対等を担当。事務所に尋ねてきた麻美に応対する。
中年の女教師
演 - 和田アキ子（本作の主題歌も担当）
麻美と真由が受ける私立小学校の受験の面接官。麻美が見せた書類に記入漏れがあったため直接聞いて確認する。

### その他の主な人たち
亀田富子
演 - 中島ゆたか
亀田の妻。組員の妻の中では遊紀の次に偉く、妻たちのまとめ役。冒頭で慰安旅行として遊紀や妻仲間と子どもたち十数人で潮干狩りで海に訪れる。小さい娘がおり、慰安旅行の宝探しゲームで女性下着を見つけた娘とやり取りする。
牧村昌子（まさこ）
演 - 高倉美貴
牧村の妻。牧村と小学校低学年ぐらい男の子と暮らす。牧村を撃ち殺され未亡人となり、遊紀に夫の仇を討つよう涙ながらに頭を下げる。
津村江津子
演 - 藤奈津子
孝明の愛人。孝明を“お父ちゃん”と呼んでいる。孝明を銃で撃ち重傷の怪我を負わせ、“彼を殺してしまった”と悲観して自殺しようとした所麻美に助けられる。翌日警察に自首し、後日裁判で自分で撃ったことを証言する。身寄りはおらず、孝明だけが愛情を感じられる相手。
中本刑事
演 - 草薙幸二郎
定年間際のベテラン刑事。無事に定年を迎えたいため、遊紀たちに問題を起こさないよう釘を刺す。しかしその後重宗組が違法賭博をやっていたため遊紀を逮捕する。
磯崎勉（つとむ）
演 - 夏夕介
松代のクラブの雇われマスター。仕事終わりに松代たちと賭けポーカーに付き合う。木本と遊紀のポーカー対決で賭け金が上がっていくのを目の当たりにして興奮する。実は松代の恋人で彼女にとって心の拠り所となっているが、その後松代を絞殺し行方不明となったことが新聞でわかる。
医者
演 - 内田稔
院長で内科医。孝明の二度目の入院先の主治医。孝明が肝臓がんにかかっていることを遊紀に告知する。
徳永の妻
演 - 伊織祐未
美容室を経営。しばらく地元を離れることになった徳永と、陽が明るい時間帯から美容室内で性行為を始める。
早之瀬参治
演 - 遠藤太津朗
大会の招待客のヤクザで、たまたま遊紀の隣に座り手本引に興じる。数分後遊紀の代打ちで博打をする木本が大勝負に勝つのを間近で見た後、戻ってきた彼女に彼のことを褒める。九州らしい方言で話す。好きなタバコは、ラッキーストライク。
向井繁之
演 - 市川好朗
元良国
演 - 岩尾正隆
萬代組幹部 金崎巌
演 - 大前均
笠原弥吉
演 - 名和宏
留美
演 - 速水典子
和歌山 新空港都市開発会社 前島稔
演 - 片桐竜次
和歌山 萬代組河東組組員
演 - 河本忠夫
その他
演 - 有川正治、石井洋充、五十嵐義弘、泉好太郎、稲泉智万、大槻智之、丘路千、加藤寛治、木谷邦臣、木下通博、小林哲麿、小船秋夫、笹木俊志、白井滋郎、高並功、竹本貴志、タンクロー、司裕介、長崎任男、成枝三郎、新島愛一朗、西村泰治、野口貴史、波多野博、浜田隆広、細川純一、蓑和田良太、宮城幸生、毛利清二、山村弘三、有村由美子、井上みよ、神津友子、佐々木由美、白木原和音、首藤真沙保、野上志津香、長谷川美佳、広瀬朋子、真鍋美穂、丸平峯子、三原由美、柳美希、吉川雅恵

## スタッフ
- 監督 - 土橋亨
- 企画 - 日下部五朗
- プロデューサー - 奈村協、天野和人
- 原作 - 家田荘子（「週刊文春」連載・文藝春秋刊）
- 脚本 - 高田宏治
- 撮影 - 水巻祐介
- 照明 - 増田悦章
- 美術 - 高橋章
- 編集 - 市田勇
- 録音 - 栗山日出登
- 整音 - 荒川輝彦
- 助監督 - 長岡鉦司、森本浩史、苫米地祥宏
- 記録 - 田中美佐江、中野保子
- 音響効果 - 永田稔、堀池美夫
- 装置 - 稲田源兵衛、井筒常雄
- 装飾 - 長尾康久、中小路認、石村嘉宏
- 背景 - 西村三郎
- 衣裳 - 森護、豊中健、山本光延
- 美粧 - 田中利男
- 結髪 - 山田真佐子
- ファッションコーディネーター - 堀田都志子、金丸照美、市原みちよ
- ヘアメイク - 和泉敬子・北村明男・河原芳美、鈴江貴子、加藤寛治
- カード指導 - 北見伸
- 博奕指導 - 遠山金次郎
- 擬斗 - 菅原俊夫
- 刺青 - 毛利清二
- キャスティング - 葛原隆康
- 企画協力 - 湯山雄介（青年企画）
- スチール - 中山健司
- 音楽 - 小笠原寛
- 音楽プロデューサー - 友野久夫（BACコーポレーション）
- 協力 - 鈴乃屋、金鷲本舗
- 撮影協力 - JAB、アトリエ・石坂、LES HALLES、伊太利屋、DEMOB MEN、JUN SAITO J-Mago、銀座ジュエリーマキ、コマツ貿易(株)、第三の真珠、ジュネ、himico、北浜 弘得社、中央観光バス(株)、小林電子産業(株)　富士通

## 劇中歌
- 主題歌「抱擁」

作詞：阿久悠、作曲：都志見隆／唄：和田アキ子（ワーナー・パイオニア）
エンドロールのほか、木本が真由をダンプカーに乗せて砂浜を走り回るシーンで流れる。
- 挿入歌「Half Moon」

作詞：松本一起、作曲・編曲：小笠原寛／唄：山本圭右（ムーンレコード）
影山がスタジオでヌードグラビア撮影をするシーンで、ラジカセから流れる曲。
- 「北の漁場」

作詞：新條カオル、作曲：桜田誠一／原曲は、1986年に北島三郎が歌唱した。
蓮子の店のカラオケで男性客が歌唱する。
- 「ふたりの大阪」

作詞：吉岡治、作曲：市川昭介／原曲は、1981年に都はるみと宮崎雅がデュエットした。
孝明と江津子がスナックのカラオケでデュエットする。

## エピソード
- 1986年6月30日、東京芝の増上寺広書院(現景光殿)で製作発表会見があった[10]。7月1日クランクイン、8月下旬クランクアップ、9月完成、10月に公開予定との発表他[11]、高岩淡専務が「第一作以上の製作費を投入する」などと話した[10]。

- 撮影は1987年夏、東映京都[12]。

- 十朱幸代は「自分とかけ離れた役柄ほど扮するのが面白い…等と豪語していた私でしたが、それにしてもどう逆立ちしても、私が極道の妻には見えないでしょう?悪戦苦闘の撮影でした」などと話している[12]。

- それまで爽やかな青年役が多かった村上弘明が、初めてヤクザ役、汚れ役に挑んだ[13]。村上は「海育ちの僕の中には、ヤクザ気質というか、血があると思う。それを出したくって仕方無かったんだ。でも今まではそういうキャラクターに巡り合ってなかった。役柄としてはすごく気に入っている」などと話し[13]、ヤクザから足を洗いきれない男の切なさを好演し、この年の日本アカデミー賞優秀助演男優賞を獲得した[13]。

- 和田アキ子は、かたせ梨乃の娘役が受験する小学校の先生役(面接官)で17年ぶりに映画出演[14]。「アタシが極道やったらシャレじゃなくなるから」と最初は出演オファーを断ったが[14]、東映にしつこく口説かれ「ゴクドーじゃない役なら」という条件を出して出演を承諾した[14]。主題歌「抱擁」も歌い[14]、同年の第38回NHK紅白歌合戦（和田が紅組司会も担当）にて紅組のトリを飾った。

- 円浄順子が演じた藤森蓮子役は、当初はAV黎明期のレジェンドの一人である黒木香がキャスティングされていたが[15]、黒木サイドから出演キャンセルの申し入れがあった[15]。黒木が一般映画で演技する唯一のチャンスであったかもしれない[15]。

- テレビ放送は、他の東映制作シリーズがフジテレビ系で放送されるのに対し、本作のみ日本テレビ系「金曜ロードショー」枠で放送される（最近の放送は2007年12月21日）。
- 本作の音声はステレオで収録されたが第3作ではモノラルに戻り、再びステレオ撮影となったのは第8作以降。